# Esporte Clube Próspera
O Esporte Clube Próspera é um clube de futebol brasileiro sediado na cidade de Criciúma, Santa Catarina.

## História

### Origem
O Próspera foi fundado em 29 de março de 1946, por trabalhadores da Mina Carbonífera Próspera de Criciúma. A ideia de formar um time de futebol para participar dos Campeonatos Regionais da Região Carbonífera, mais especificamente o da LARM - Liga Atlética da Região Mineira. Surgiu do mineiro Helói Rodrigues dos Santos, popular Léle, depois goleiro do clube. Edi Tasca, que na época era secretário da carbonífera e depois vestiu a camisa do time, foi quem rascunhou a ata de fundação do Esporte Clube Próspera.

### Década de 1990
O clube vinha disputando torneios regularmente até a década de 90, quando depois de rebaixado passou alguns anos com o profissional inativo.
Em 1995, quando o Esporte Clube Próspera deixava a Segunda Divisão do futebol catarinense, seus torcedores não esperavam que o time pudesse vir a dar alegrias. Em 1999 o Próspera iniciou uma nova fase em sua história: a de uma empresa lucrativa. A ideia dos empresários é descobrir novos talentos, jovens estrelas que vão ser lapidadas no clube e vendidas por preços elevados.

### Década de 2000
Em 2001, participou mais uma vez da disputada Segunda Divisão Catarinense. A equipe é conhecida como o "Time da Raça" e tem seu maior clássico contra o Criciúma Esporte Clube, time da mesma cidade. Em 2006 as duas equipes se enfrentaram pelo Campeonato Catarinense da Divisão Especial. Em 2007 ambos participaram da elite do futebol Catarinense, com participações bem distintas. O Criciúma liderou grande parte do Campeonato, já o Próspera, amargou a lanterna durante quase todo o 1º Turno. Quando iniciou a reação, a equipe foi punida por 6 pontos, devido a escalação de um jogador irregular, fato que consolidou o rebaixamento à Divisão Especial do mesmo ano, na qual teve uma modesta participação, ficando atrás do Joinville e da Camboriuense, tendo que disputar a Divisão de Acesso.

### Década de 2010
Na temporada 2011, o clube se licencia do futebol profissional abrindo uma vaga na Divisão Especial de 2011, vaga essa ocupada pelo Guarani, segundo colocado na Divisão de Acesso de 2010.
Em agosto de 2016 chegou ao clube o treinador argentino Leo Samaja, coordenador da Escola de Treinadores do Futebol Argentino (ATFA). As categorias de base passaram por uma restruturação, com a profissionalização das categorias Sub-15 e Sub-17. Em janeiro de 2017, as categorias de base participaram da 12ª edição da Copa Cidade Verde, em Três Coroas, RS.
Em 2018, o clube voltou a disputar competições profissionais no Campeonato Catarinense de Futebol da série C. Ao fim da competição, tornou-se campeão e conquistando o acesso para a série B de 2019.

### Década de 2020
Em 2020, sagrou-se campeão da Série B do Campeonato Catarinense de Futebol, garantindo o acesso a primeira divisão do campeonato estadual.
Em 2021 disputa a primeira divisão fazendo boa campanha e conseguindo se classificar para segunda fase mata-mata da competição sendo eliminado, porem graças a boa campanha garantiu uma vaga na serie D do brasileiro de 2022.
Em 2022 foi rebaixado no Campeonato Catarinense na vice lanterna após fazer 10 pontos em 11 jogos. Ainda em 2022 como punição por sucessivos WOs das equipes de base o Próspera acabou sendo rebaixado novamente agora para a Série C. Desde então não voltou a disputar mais o campeonato catarinense. 

## Títulos
| ESTADUAIS           | ESTADUAIS                        | ESTADUAIS           | ESTADUAIS           |
|                     | Competição                       | Títulos             | Temporadas          |
|                     | Campeonato Catarinense - Série B | 1                   | 2020                |
|                     | Campeonato Catarinense - Série C | 2                   | 2005 e 2018         |
| REGIONAIS ESTADUAIS | REGIONAIS ESTADUAIS              | REGIONAIS ESTADUAIS | REGIONAIS ESTADUAIS |
|                     | Competição                       | Títulos             | Temporadas          |
|                     | Campeonato Regional da LARM      | 2                   | 1962 e 1964         |
| ------------------- | -------------------------------- | ------------------- | ------------------- |

### Campanhas de destaque
- Vice-Campeão Catarinense: 1971

## Estádio
Manda seus jogos no Estádio Engenheiro Mario Balsini, localizado no bairro Próspera. Tem capacidade para 4.500 torcedores, possuindo uma área coberta e uma geral. 